# Baxter (efternamn)
Baxter är namn på en skotsk klan och därmed ett efternamn. Det ingår i en rad geografiska namn i den engelsktalande världen.

## Personer med efternamnet Baxter
- Alan Baxter (1908–1976), amerikansk skådespelare
- Alain Baxter (född 1973), brittisk alpin skidåkare
- Anne Baxter
- Arlene Baxter
- Elisha Baxter
- Glen Baxter
- H.P. Baxxter
- Irving Baxter
- Jose Baxter
- Lee Baxter, svensk fotbollsspelare
- Les Baxter
- Lydia Baxter, poet
- Percival Proctor Baxter
- Portus Baxter (1806–1868), amerikansk politiker
- Richard Baxter, engelsk teolog
- Robert Dudley Baxter, engelsk statistiker och ekonom
- Stephen Baxter
- Stuart Baxter (född 1953), skotsk fotbollstränare
- Warner Baxter

## Fiktiva figurer med namnet Baxter
- Herr Baxter, Tintin
- Baxter Stockman, Teenage Mutant Ninja Turtles